# Байрак Микола Володимирович
Байрак Микола Володимирович (нар. 4 травня 1963, с. Красне) - народний депутат України 2-го скликання, кандидат політичних наук (2005).

## Життєпис
Народився 4 травня 1963 (село Красне, Верхньодніпровський район, Дніпропетровська область); українець.
Закінчив Дніпродзержинський індустріальний інститут, металургійний факультет (1980–1985), інженер-металург; Національну академію державного управління при Президентові України, факультет вищих керівних кадрів (2002–2005), магістр державного управління.
Кандидат політичних наук (2005). Дисертація «Етнополітичний чинник у формуванні української політичної нації».
- 08.1985-08.1988 — помічник майстра, інженер-технолог ВО «Південний машинобудівний завод», місто Дніпропетровськ.
- 08.1988-06.1991 — майстер, механік цеху, помічник директора з загальних і комерційних питань,
- 06.1991-11.1994 — заступник голови, голова профкому ВО «Азот», місто Дніпродзержинськ.
- 05.1998-04.2000 — консультант Української академії політичних наук.
- 04.-07.2000 — віце-президент Депутатського клубу «Парламент», місто Київ.
- 07.2000-04.2001 — начальник Управління соціального захисту та роботи з населенням Міністерства України з питань надзвичайних ситуацій та у справах захисту населення від наслідків Чорнобильської катастрофи.
- 04.2001-12.2003 — перший заступник голови Запорізької облдержадміністрації.
- З 11.2003 — президент Депутатського клубу «Парламент».

Захоплення: туризм, полювання.

## Політична діяльність
Народний депутат України 2-го скликання з 07.1994 (2-й тур) до 04.1998, Баглійський виборчій округ № 83 Дніпропетровська область. Висунутий трудовим колективом. Член Комітету з питань охорони здоров'я, материнства і дитинства. Член (уповноважений) групи «Єдність».
Депутат Запорізької облради (2002–2006).
Державний службовець 1-го рангу.

## Нагороди
- Почесна грамота Президента України (2001).
- Відзнака МНС України (2001).
- Почесна медаль МВС України (2002).
- Подяка Головнокомандувача ВМС України (2002).

## Сім'я
- Батько Володимир Макарович (1936–1990) — агроном;
- Мати Явдоха Іванівна (1935) — пенсіонерка;
- Дружина Ірина Вікторівна (1960) — викладач музики;
- Дочка Дар'я (1986).

## Джерело
- Славетні запоріжці [Архівовано 5 березня 2016 у Wayback Machine.]